# 帕曼紐
帕曼紐（希臘語：Παρμενίων；約前400年—前330年）為馬其頓王國腓力二世和亞歷山大大帝時的著名將軍。他跟隨亞歷山大遠征波斯阿契美尼德帝國，在士卒中享有極高的聲譽，在遠征軍中是僅次於亞歷山大的二號人物。帕曼紐參與多場與波斯的戰役，在高加米拉戰役中指揮馬其頓聯軍左翼。在前330年因其子菲羅塔斯被控訴對亞歷山大謀反，而使帕曼紐遭到株連，於埃克巴坦那被滅族。 

## 腓力二世時期

腓力二世時的馬其頓疆域

帕曼紐出身上馬其頓貴族，父親是菲羅塔斯。帕曼紐在腓力二世時期就投身軍旅，深受腓力二世信任。腓力曾經如此挖苦雅典人：「雅典人可以每年選出十個合適的人作為他們的將領，但我花了多年才只找到一個將才，那就是帕曼紐」。顯示腓力看重帕曼紐的能力。
前356年帕曼紐率軍在伊利里亞贏得一場軍事大勝，亞歷山大大帝也於差不多時間誕生，這是腓力二世認為這兩件事同時發生這是個好兆頭。前346年，帕曼紐率軍摧毀色薩利南部的Halos，當第三次神聖戰爭結束，帕曼紐和安提帕特作為馬其頓代表團前往雅典，接受雅典人對於菲洛克拉底和約的宣誓。當腓力二世前往遠征西徐亞，並命安提帕特為攝政，而雅典趁機於前342年企圖控制優卑亞島的各城鎮，並驅逐親馬其頓的統治者時，安提帕特派遣帕曼紐率領一支軍隊阻止雅典的意圖。
在前336年，腓力二世準備以全希臘統帥的名義遠征波斯，先派遣帕曼紐和阿塔羅斯率領10,000名士兵渡過了赫勒斯滂海峽，進入小亞細亞，先行準備東征波斯事宜，然而腓力二世卻遭到暗殺，王位由年僅20歲的亞歷山大大帝繼承。但帕曼紐遠征軍解放了一些希臘城市，但在馬格尼西亞遭到波斯雇傭軍門農擊敗，然而帕曼紐的軍隊依舊留在小亞細亞。

## 亞歷山大時期

Gaspare Diziani所繪的油畫。描述在伊蘇斯戰役後，大流士三世的母親和妻女遭到亞歷山大俘虜，其中右側身著紅披風的是亞歷山大，他身旁的老將應是帕曼紐。

在亞歷山大穩固王位，並且成功討伐叛亂的底比斯，解除馬其頓東征的後顧之憂後，亞歷山大帶領希臘聯軍登陸小亞細亞，與帕曼紐會合。亞歷山大對帕曼紐相當倚重，並讓他的兒子在軍中統領要職，帕曼紐的長子菲羅塔斯統領騎兵中最精銳的夥友騎兵，另一個兒子尼卡諾爾，統領步兵的持盾衛隊（Hypaspists），而帕曼紐成為在遠征軍中僅次於亞歷山大的二號人物。
前334年，波斯各總督的軍隊也從小亞細亞各地集結起來，把守格拉尼庫斯河對岸，準備與亞歷山大決戰。帕曼紐認為波斯軍有地利之便，加上天色不早，在戰前建議亞歷山大先行紮營，明日再加以進攻，然而年輕的亞歷山大決定這場首戰應該直接強攻渡河，展現出氣勢，隨即命令帕曼紐統領左翼聯軍部隊，隨後在格拉尼庫斯河戰役獲得勝利。戰後，亞歷山大節連占領愛琴海東岸城市如哈利卡那索斯等，然而當時波斯海軍掌控制海權，亞歷山大決定先行占領小亞細亞的沿岸海港，讓波斯海軍無所可補給的地方，並命帕曼紐先行分軍進攻內陸的弗里吉亞而自己隨後會合。像是這樣，亞歷山大對帕曼紐相當敬重和信任，經常命令帕曼紐統領一些部隊進攻其他要地。而在與波斯的重要戰役中，亞歷山大親自統領右翼，左翼都是交給帕曼紐指揮，如伊蘇斯戰役和之後的高加米拉戰役都是如此，也因帕曼紐率領的左翼能跟人數優勢的波斯軍堅持夠久，好讓亞歷山大的右翼有時間突破波斯的戰線。伊蘇斯戰役後，帕曼紐率兵急進奪取大馬士革，在那獲得波斯大筆財寶，也俘虜了門農的遺孀巴耳馨。
相對於亞歷山大而言，帕曼紐性格相當謹慎並保守。當亞歷山大一路進入腓尼基，在進行泰爾圍城戰時，波斯國王大流士三世派人向亞歷山大求和，願意提供大量財富以及把幼發拉底河以西的領土通通割給亞歷山大，甚至願意把女兒嫁給亞歷山大，並成為盟邦。在這些優渥的條件下，帕曼紐就說：「如果我是亞歷山大，我就會接受這個提議」。然而亞歷山大回答：「如果我是帕曼紐，我也會接受這個提議，但我是亞歷山大。」並對波斯來使說，他不要錢財或獲得波斯國土的一部分而非全部，因為這些遲早都會是他的，至於聯姻，不管大流士三世願不願意，他都可以娶啊。

### 高加米拉戰役
前331年，波斯大流士三世集結一支龐大的軍隊，意圖利用人數優勢粉碎馬其頓聯軍。在戰役前一天晚上，亞歷山大率全軍前往戰場，準備隔日一早就發動攻擊，當馬其頓軍漸漸接近波斯軍時，經驗豐富的帕曼紐擔心目前對於戰場的情形不是很了解，建議先對戰場進行全面偵查，並對波斯的佈署作周密的了解後再前進，亞歷山大於是獨排眾議採納帕曼紐的意見。

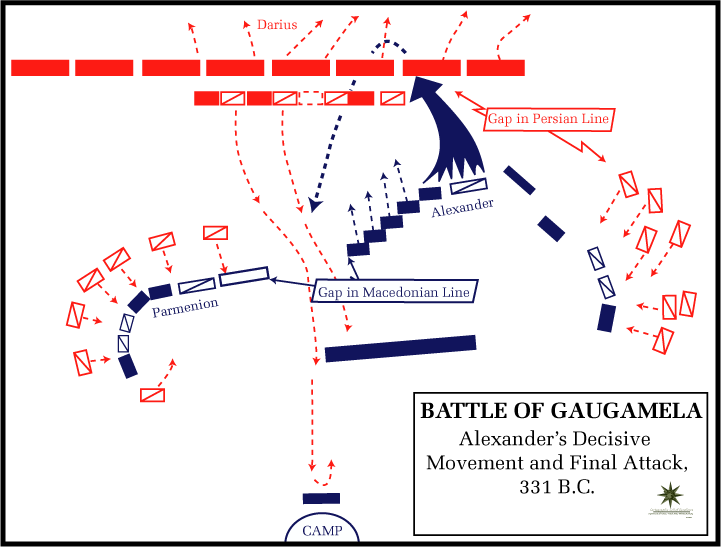
高加米拉戰役中，左翼的帕曼紐遭受波斯軍兩面攻擊

在偵查波斯軍後，帕曼紐和幾位年長的將領們相當擔憂波斯軍的優勢人數，於是帕曼紐向亞歷山大建議發動夜戰來突襲波斯軍，但遭到亞歷山大回絕。在古代發動夜戰相當危險且不確定性很大，亞歷山大認為就算是偷襲成功，也不光彩，而事實證明亞歷山大的判斷是正確的，因為大流士三世擔心馬其頓軍發動夜戰，命令全軍戰備整個夜晚。
隔日，帕曼紐依舊統領全軍的左翼，在戰役中遭受波斯軍猛烈的攻擊，波斯軍右翼指揮官馬扎亞斯藉著人數優勢，向馬其頓左翼進行迂迴，對側翼進行攻擊，使帕曼紐陷入困境，帕曼紐立即派遣傳令兵向亞歷山大求援。亞歷山大正準備追擊大流士時，收到帕曼紐的部隊處於危難中的匯報，立即率軍前來支援，在聯合打擊下擊退波斯軍右翼，獲得全線勝利。在追擊中，帕曼紐攻占波斯的營地，俘虜大批財寶和補給。然而相比阿里安較偏向貶低帕曼紐的記敘，西西里的狄奧多羅斯則是說帕曼紐在沒有獲得亞歷山大援軍下獨自擊敗波斯右翼，並把這場勝利歸功於亞歷山大和帕曼紐。
當亞歷山大準備進軍波斯本土時，帕曼紐帶領一半的部隊沿著波斯御道與亞歷山大分頭進攻，帕曼紐曾向亞歷山大建議不要摧毀波斯在波斯波利斯的皇宮，認為燒掉已是自身的資產不明智，也認為焚毀皇宮象徵對當地人的示威並且無意治理當地領土。但亞歷山大卻認為這是對波斯在希波戰爭中，燒毀雅典神殿的復仇，並親自帶人把波斯皇宮焚毀，但他隨後就反悔了，命人撲滅大火。

### 菲羅塔斯謀反
前330年，大流士三世被巴克特里亞總督貝蘇斯廢黜並殺害，亞歷山大大帝親率大軍在後進逼，這時爆發帕曼紐之子菲羅塔斯謀反的事件。原本菲羅塔斯就常在私下說一些對亞歷山大不敬的言語，並說亞歷山大的成就都是靠他父子倆才得來的。當亞歷山大聽到這些傳言本不以為意，因為帕曼紐父子向來與亞歷山大友好，也深受亞歷山大信任。
當時傳出有人想對亞歷山大的性命不利，而牽扯出菲羅塔斯有嫌疑參與此事，因為菲羅塔斯明知有人想對亞歷山大不利，卻不曾匯報。在處死菲羅塔斯後，亞歷山大可能認為菲羅塔斯的陰謀，作為父親的帕曼紐不可能不知道。即使帕曼紐未涉入謀反，處死他的兒子後，擔心也是個後患。加上帕曼紐是全軍包含亞歷山大都公認傑出的人物，連其他雇傭軍也相當崇敬他，而此時帕曼紐正在亞歷山大後方的米底，手頭上統領許多部隊並守護大筆資金。
為了解決帕曼紐問題，亞歷山大派人傳信騎著駱駝，以最直接的道路越過沙漠，趁著在帕曼紐得知菲羅塔斯已死的消息前，先通知帕曼紐統領下的將領們，要他們接信後立即刺殺帕曼紐。
帕曼紐遭到殺害後讓許多部將畏懼亞歷山大。據普魯塔克記載，當時為馬其頓攝政的安提帕特得知帕曼紐遭到處死後，如此感嘆：「如果帕曼紐謀反，那還有誰可以信任？如果帕曼紐沒做，那為何會有如此下場」。於是安提帕特對於自身處境深感不安，秘密與埃托利亞人同盟，來增加自身實力。

## 家庭
帕曼紐有三個兒子，為菲羅塔斯、尼卡諾爾、赫克托爾，至少有一個女兒，她先後嫁給阿塔羅斯和科那斯。

## 腳注
1. ↑   普魯塔克, 《希臘羅馬英豪列傳:亞歷山大》 p.1195。
2. ↑   然而，西西里的狄奧多羅斯卻有不同的記載，認為亞歷山大採納帕曼紐的意見，並於明日才發動攻擊。跟其他史家記載有很大的差異，是因為狄奧多羅斯的來源是克來塔卡斯（Cleitarchus），而其他史家用的是卡利斯提尼（Callisthenes）的版本。而卡利斯提尼被認為對帕曼紐帶有敵意。
3. ↑   阿利安, 《亞歷山大遠征記》 卷一 p.035。
4. ↑   當時大流士三世的妻子和女兒在伊蘇斯戰役後被亞歷山大俘虜。
5. ↑   阿利安, 《亞歷山大遠征記》 卷三 p.101。
6. ↑   阿利安, 《亞歷山大遠征記》 卷三 p.107。
7. ↑   普魯塔克, 《希臘羅馬英豪列傳:亞歷山大》 p.1233。
8. ↑   普魯塔克是記載當時有人要想對亞歷山大報告此事，但菲羅塔斯卻以亞歷山大正在處理重要事務，兩度拒絕此人與亞歷山大會面，而使菲羅塔斯被影射有嫌疑，加上在審判時政敵搧風點火下，菲羅塔斯被認為有罪。
9. ↑   阿利安, 《亞歷山大遠征記》 卷三 p.121。
10. ↑   阿利安, 《亞歷山大遠征記》 卷三 p.122。
11. ↑  普魯塔克,《希臘羅馬英豪列傳:亞歷山大》 p.1243。